# Towarzystwo Literatów w Polszcze
Towarzystwo Literatów w Polszcze (łac. Societas litteraria ad edendos optimos et Poloniae utilissimos libros) – pierwsze polskie towarzystwo naukowe działające w latach 1765–1770 .

## Historia
Utworzone zostało w 1765 roku z inicjatywy Wawrzyńca Mitzlera de Kolof oraz promotora Józefa Załuskiego pod patronatem Adama Czartoryskiego. Pełna nazwa towarzystwa brzmiała Towarzystwo Literatów w Polszcze ... dla Wydawania Najlepszych i Najpożyteczniejszych Krajowi Książek. Funkcjonowało do 1770 roku i bezpośrednio poprzedzało Towarzystwo do Ksiąg Elementarnych .
Redaktorem literackim był Józef Epifani Minasowicz .

## Wydawnictwa
Jego staraniem wydawano m.in. podręczniki dla Szkoły Rycerskiej. Towarzystwo wydało w czasie swojej działalności 17 pozycji książkowych :
- L'Art de bien prononcer en Francois, d Vvsage de la Noblesse Polonoise, (1765),
- Decyusza Antoniusza Burdygakzyha konsula rzymskiego y Gracyana Cesarza niegdyś nauczyciela epigrammta, nargrobki y edyllia, (1765),
- Historia nauk wyzwolonych, Juvenala de Carlancasa, (1766),
- Przyjaciel Białychgłów francuskiego, edycya druga, (1766),
- Marka Taleryusjsa Marcyalisa xięga mdoków rzymskich,(1766),
- Stanislai Jaworski e Societate fesu Sacerdotis Specimina literaria, (1767),
- Tigranes tragedya we trzech aktach z włoskiego przekładania, (1767),
- Małżeństwo Samnitów, Rzecz z Powieści Moralnych Imci P. Marmontel, (1767),
- Filozof indyjski albo sposób uszczęśliwienia życia ludzkiego w społeczności, (1767),
- Pantheum mithicum albo baieczna bogów historya, (1768),
- Początki krajopisarstwa ku pożytkowi akademii rycerskiey Korpusu Radeckiego, Jana P. Edlinga, (1768),
- Obraz nędzy ludzkiey, Tragikomedya w pięciu aktach, (1768),
- Nowy sposób uczenia łatwego języka łacińskiego ofiarowany rycerskiey szkole Ichmciów panów Kadetów, (1768).
- Józef Starozakonny, Tragico-komedya w pięciu aktach, (1768),
- Filozof indyjski, edycja druga, (1769),
- Sielanki polskie z różnych autorów zebrane, (1779),
- Orbis sensualium pictus, Jana Amosa Komeńskiego, (1770).